# 里特根
里特根（德語：Riethgen，發音：[ˈʁiːtɡn̩]）是德国图林根州瑟默达县曾经的一个市镇，面积6.81平方千米，2022年12月31日人口为242人。2023年1月1日，里特根并入市镇金德尔布吕克。